# František Kohout (knihkupec)
František Kohout (6. ledna 1841 Dřínov u Velvar – 7. srpna 1899 Praha) byl český knihkupec, spolumajitel firmy Bursík a Kohout.

## Život
Pracoval nejdříve jako účetní Stýblova knihkupectví, pak jako ředitel sortimentu v Ottově nakladatelství. Když se Jan Otto v roce 1884 rozhodl soustředit pouze na publikační činnost a knihkupecké aktivity ukončil, založil František Kohout společně s Jaroslavem Bursíkem knihkupectví Bursík a Kohout. To se brzy proslavilo vlastní ediční činností. Publikovali beletrii i vědecká díla, především z oblasti medicíny. Vydávali periodika Český časopis historický a Obzor literární a umělecký. V roce 1893, u příležitosti stého výročí narození Františka Palackého, uvedli na trh nové vydání jeho knihy Dějiny národu českého, připravené Bohuslavem Riegrem v levné úpravě pro širokou veřejnost.